# Фёдоров, Василий Игнатьевич
Васи́лий Игна́тьевич Фёдоров (27 апреля 1933 — 1 января 2021) — советский и российский партийный деятель и учёный, доктор исторических наук, ветеран Сибирского отделения РАН. Специалист по истории общественно-социального и политического движения, а также по вопросам национальной интеллигенции Якутии. Автор ряда научных трудов, включая монографии.

## Биография
Родился 27 апреля 1933 года в 5-м Мальжегарском наслеге Западно-Кангаласского улуса (существовал до 1930 года) Якутской АССР.

### Образование
В 1958 году окончил Якутский государственный университет (ныне Северо-Восточный федеральный университет), в 1964 году окончил Новосибирскую высшую партийную школу (ВПШ) и в 1973 году — Академию общественных наук при ЦК КПСС (ныне Российская академия государственной службы).
В 1973 году защитил кандидатскую диссертацию на тему «Деятельность КПСС по осуществлению руководящей роли рабочего класса в Советах в условиях строительства коммунизма», в 2002 году защитил докторскую диссертацию на тему «Якутия в начале XX в., 1900 − февраль 1917 г. : Социально-экономическое и общественно-политическое развитие».

### Деятельность
В 1954—1958 годах был школьным преподавателем, стал директором Ботуобуйинской семилетней школы Ленского района. В 1958—1961 годах находился на комсомольской работе. В 1961—1962 годах был заведующим отдела Ленского райкома КПСС. По окончании ВПШ, с 1964 по 1970 год находился на партийной работе. Окончив академию общественных наук, с 1973 по 1984 год заведовал отделом науки и учебных заведений, а также был секретарём Якутского областного комитета КПСС. В 1984—1990 годах Василий Фёдоров работал заместителем председателя Совета Министров Якутской АССР.
В 1990—1992 годах был председателем Госкомитета по печати Якутской АССР. С 1992 по 1993 год — начальник отдела и заместитель председателя Комиссии по государственным наградам при Президенте Республики Саха (Якутия). В 1993 году В. И. Фёдоров перешёл на научную работу и Институт гуманитарных исследований и проблем малочисленных народов Севера Сибирского отделения РАН (ИГИиПМНС СО РАН). По 1994 года был старшим научным сотрудником, в 1994—2002 годах — заведующим отдела истории и затем заместителем директора института, с 2002 года — главный и в настоящее время ведущий сотрудник ИГИиПМНС, работает в отделе истории и этносоциологии.
Занимался общественной деятельностью — был депутатом Верховного Совета Якутской АССР трёх созывов.
Торжественно отмечалось 80-летие деятельности Василия Игнатьевича Фёдорова.

## Заслуги
- Был награждён орденом «Знак Почёта» и медалями, а также Почётной грамотой Президента Республики Саха (Якутия) и знаком отличия «За гражданскую доблесть».
- Заслуженный работника народного хозяйства Якутской АССР.[7]